# エスライン九州
株式会社エスライン九州（かぶしきがいしゃエスラインきゅうしゅう）は、鹿児島県鹿児島市に本社を置く日本の運送会社。株式会社エスラインの傘下企業。

## 沿革
- 1944年（昭和19年） - 川内運送株式会社を設立
- 1967年（昭和42年） - 社名を阪九運送株式会社に変更。
- 1969年（昭和44年） - 当時の岐阜トラック運輸株式会社（現 株式会社エスラインギフ）と業務提携。
- 1971年（昭和46年） - 社名を株式会社エスライン九州に変更。
- 1987年（昭和62年） - 鹿児島県下全域に当日便ネットを完成。
- 1992年（平成 4年） - 中部・関西より南九州全域の翌日配達体制確立。
- 2005年（平成17年） - 安全性優良事業所認定 9店舗。
- 2006年（平成18年） - 安全性優良事業所認定 2店舗、計11店舗認定。
- 2008年（平成20年） - 北薩拠点整理として北薩支店開設。

## その他
- エスライングループなのでキャラクターは荷物をくわえたツバメを使用している。
- 持株会社のエスラインの傘下において、九州地区を担当している（福岡県内の支店はエスラインギフの支店）。
- 鹿児島市に本社を置くため、鹿児島県内に7支店展開。
- 鹿児島・宮崎にセンターを設置する総合物流企業。